# Румянцев, Геннадий Иванович
Геннадий Иванович Румянцев (31 марта 1928 года, дер. Покровское-Жуково, Клинский район, Московская область, РСФСР, СССР — 20 июня 2013 года, Москва, Россия) — советский и российский гигиенист, член-корреспондент АМН СССР (1984), академик РАМН (1991).

## Биография
Родился 31 марта 1928 года в деревне Покровское-Жуково Клинского района Московской области.
В 1952 году окончил санитарно-гигиенический факультет 1-го Московского медицинского института имени И. М. Сеченова. Затем проходил обучение в аспирантуре на кафедре гигиены труда того же института и защитил кандидатскую диссертацию, посвящённую гигиене труда в производстве соединений бария.
С 1955 по 1966 годы — младший, старший научный сотрудник Московского НИИ гигиены имени Ф. Ф. Эрисмана (с 1956 года).
В 1966 году защитил докторскую диссертацию, посвящённую действию общей вибрации на организм работающих в производстве сборного железобетона.
С 1966 по 2007 годы — заведующий кафедрой общей гигиены 1-го Московского медицинского института имени И. М. Сеченова.
В 1969 году присвоено учёное звание профессора.
С 1969 по 1988 годы — декан санитарно-гигиенического (медико-профилактического) факультета института.
В 1984 году избран членом-корреспондентом АМН СССР.
В 1991 году избран академиком РАМН.
Умер 25 июля 2013 года.

## Научная деятельность
Создатель научной школы гигиенистов, изучающую проблемы гигиенического нормирования и прогнозирования, охраны окружающей среды и осуществления оздоровительных мероприятий в различных отраслях промышленности.
Изучал патогенез и клинику церебральной формы вибрационной болезни и обосновал допустимые уровни общей вибрации, одновременно исследовал и описал новые формы пылевой патологии — пневмокониозы.
Исследования его и его коллектива легли в основу более 50 гигиенических нормативов для воздуха рабочей зоны, воды водоемов и атмосферного воздуха населенных мест, новых химических веществ и более 30 законодательных документов.
Под его руководством проводились разносторонние исследования в области производства и применения полимерных материалов и изделий из них, на основе математического моделирования им изучены и установлены закономерности поведения системы «Искусственные материалы — окружающая среда», разработаны гигиенические сертификаты качества на несколько сотен изделий из полимерных материалов бытового и промышленного назначения.
В области гигиены окружающей среды проводил комплексные исследования по установлению связи между воздействием различных факторов окружающей среды и состоянием здоровья различных групп населения, проживающих в крупных промышленных городах, обоснование методических подходов к социально-гигиеническому мониторингу в условиях различных регионов страны.
Автор более 300 научных работ, в том числе 20 монографий, учебников, руководств, учебных пособий.
Под его руководством выполнено более 50 диссертаций, в том числе 26 докторских.

### Научно-организационная деятельность
- академик Международной академии наук, Международной академии наук Евразии;
- заслуженный профессор и председатель Совета старейшин Московской медицинской академии имени И. М. Сеченова;
- председатель специализированного Ученого совета медико-профилактического факультета;
- член президиума Всероссийского научного общества гигиенистов и санитарных врачей, заведующий редакционным отделом Большой медицинской энциклопедии.

## Награды
- Орден Трудового Красного Знамени
- Медаль ордена «За заслуги перед Отечеством» II степени (1996)[3]
- Заслуженный деятель науки Российской Федерации (2002)[4]
- Премия имени В. А. Рязанова РАМН (1996) — за большой вклад в развитие гигиенической науки и медицинской экологии
- Благодарность Президента Российской Федерации (1998)[5]